# Peltophryne empusa
El guasabalo o sapo de concha[cita requerida] (Peltophryne empusa) es una especie de anfibio anuro de la familia de sapos Bufonidae. Es endémico de Cuba. Se encuentra en la Isla de la Juventud y la Provincia de Pinar del Río a una altitud por debajo de los 70 m. Habita bosques y sabanas. Está amenazado por la pérdida y la degradación de su hábitat.

## Publicación original
- Cope, 1862 : Curious Cuban Bufonid. Proceedings of the Academy of Natural Sciences of Philadelphia, vol. 14,  p. 344 (texto íntegro).